# Marie-Thérèse Dethan-Roullet
Pour les articles homonymes, voir Dethan et Roullet.
 (juillet 2011).
Si vous disposez d'ouvrages ou d'articles de référence ou si vous connaissez des sites web de qualité traitant du thème abordé ici, merci de compléter l'article en donnant les références utiles à sa vérifiabilité et en les liant à la section « Notes et références ».
Marie-Thérèse Dethan-Roullet, née Marie-Thérèse Virginie Pauline Roullet le 24 février 1870 à Ars-en-Ré et morte le 22 octobre 1945 à Paris 17e, est une aquarelliste et peintre française.
Elle est la nièce de Gaston Roullet, peintre officiel de la Marine et la petite-nièce du peintre Jules Noël.

## Biographie
Marie-Thérèse Virginie Pauline Roullet naît en 1870 à Ars-en-Ré (Charente-Maritime) de Marie-Thérèse Dexam et d'Ernest Émile Roullet, négociant.  
Elle est élève de son oncle Gaston Roullet et de François Rivoire.  
En février 1900, alors que son père est ingénieur à Constantinople, elle épouse le pharmacien Georges Auguste Dethan, et adopte le nom d'artiste de Marie-Thérèse Dethan-Roullet. Elle réside alors à Paris, rue Alphonse-de-Neuville (17e),  où elle a un atelier d'artiste au dernier étage de l'hôtel particulier de son mari, et dans leur propriété de Chérence, commune proche de Giverny et Vétheuil.
Elle expose de 1901 à 1939.
Elle participe au salon de l'Union des femmes peintres et sculpteurs de 1901 à 1939 et à celui de la Société des artistes français en 1903 et 1936.
En 1914, elle est nommée Officier d'Académie.
Durant les années 1920-1930, elle voyage énormément en France mais aussi en Italie, en Sicile, en Belgique (Bruges). Elle en rapporte de multiples aquarelles et dessins. Ses sujets de prédilection sont les natures mortes, les paysages et les compositions florales.
Elle publie deux recueils de dessins, l’un en 1933 sur Sienne et l’autre en 1935 sur Honfleur dont son mari, Georges Auguste Dethan, écrit la longue préface.
Elle meurt en 1945 à Paris, dans le 17e arrondissement, dix-sept jours après son époux. Elle est inhumée au cimetière du Père-Lachaise.
Une grande exposition rétrospective lui est consacrée en 2000 à Brescia en Italie. Murillo Azzini dira d’elle : « Dans la tradition de l’impressionnisme tardif, elle peint aussi des natures mortes et surtout des fleurs avec le sens du battement de cœur, de la couleur dans la lumière. L’attention au temps qui passe, à la lumière, qui se fane et change la matière des choses, la tendre mélancolie ».[réf. nécessaire]
De nombreuses ventes de ses aquarelles ou ses dessins ont été organisées : à Lyon en 1989 (Anaf), à Drouot Paris en 1990 (Tajan), à Versailles en 1990 et 1992 (Machoir & Bailly), à Valence en 2007 (hôtel des ventes), le prix de ses aquarelles allant de 1 000 € à plus de 2 000 €.

## Expositions
- 1901 à 1939 : Salon de l'Union des femmes peintres et sculpteurs.
- 1902 à 1907 : Galerie Georges Petit, exposition des Femmes artistes.
- 1903 : Salon de la Société des artistes français.
- 1906 à 1908 : Galerie Georges Petit, exposition de la Société internationale d'aquarellistes.
- 190? : Société nationale d'horticulture : Salon de peinture des fleurs.
- 1912, 1914 et 1920 : Galerie Charles Brunner, exposition de la Société de la miniature, de l'aquarelle et des arts précieux.
- 1933 : Galerie d'art du Journal, exposition Marie-Thérèse Dethan-Roullet, aquarelliste, Raymond Brechenmacher, René Cottet, Pedro de Predals, peintres, et Henri Proszynski, sculpteur.
- 1934 : Galerie d'art du Journal, exposition Marie-Thérèse Dethan-Roullet, aquarelliste, Raymond Brechenmacher, peintre, Marbury Somervell, aquafortiste, et Mme Proszynska, mosaïste[7].
- 1935 : Galerie d'art du Journal, exposition Marie-Thérèse Dethan-Roullet, aquarelliste, Raymond Brechenmacher, peintre, René Cottet, graveur, et Henri Proszynski, sculpteur[8].
- 1939 : Salon de la Société des artistes français.

## Prix et récompenses
- 1908 : Prix Guérinot décerné par le jury de l'Union des femmes peintres et sculpteurs[9].
- 1939 : Médaille d'argent du Salon de la Société des artistes français[10].

## Publications
- 1933 : Impressions de Sienne, 29 dessins au fusain.
- 1935 : Impressions d'Honfleur, recueil de 21 dessins originaux, in-8°, Paris, Librairie Guerlet, texte de Georges Auguste Dethan[11].

## Galerie

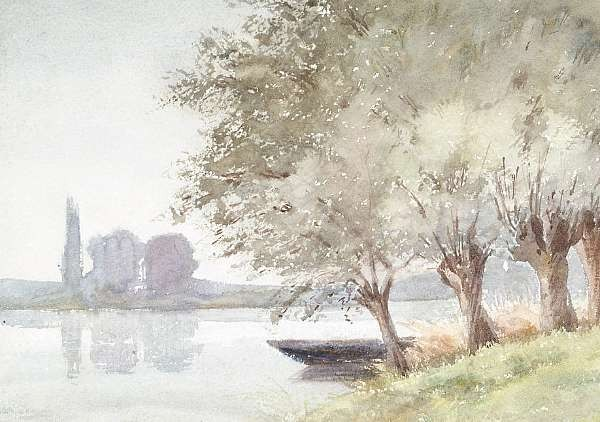
aquarelle non datée.